# 215-я смешанная авиационная дивизия
 215-я смешанная авиационная дивизия (215-я сад) — воинское соединение Вооружённых Сил СССР в Великой Отечественной войне.

## История наименований
- 28-я смешанная авиационная дивизия
- ВВС 10-й армии
- 215-я смешанная авиационная дивизия
- 215-я истребительная авиационная дивизия
- 215-я истребительная авиационная Танненбергская дивизия
- 215-я истребительная авиационная Танненбергская Краснознамённая дивизия

## Формирование
215-я смешанная авиационная дивизия сформирована 12 мая 1942 года на базе ВВС 10-й армии.

## Переформирование
22 июня 1942 года 215-я смешанная авиационная дивизия на основании Приказа НКО СССР преобразована в 215-ю истребительную авиационную дивизию.

## В действующей армии
В составе действующей армии:
- с 12 мая 1942 года по 22 июня 1942 года, всего — 42 дня

## В составе объединений
| Объединение                          | Период                        |
| ------------------------------------ | ----------------------------- |
| 1-я воздушная армия Западного фронта | 12.05.1942 г. — 22.06.1942 г. |

## Части и отдельные подразделения дивизии
За весь период своего существования боевой состав дивизии претерпевал изменения, в различное время в её состав входили полки:
| Период                        | Части                                          |
| ----------------------------- | ---------------------------------------------- |
| 12.05.1942 г. — 20.06.1942 г. | 516-й истребительный авиационный полк          |
| 12.05.1942 г. — 22.06.1942 г. | 611-й штурмовой авиационный полк               |
| 25.05.1942 г. — 22.06.1942 г. | 634-й ночной бомбардировочный авиационный полк |
| 05.07.1942 г. — 23.07.1942 г. | 894-й истребительный авиационный полк          |

## Командир дивизии
| Звание    | Имя                       | Период                  | Примечание |
| --------- | ------------------------- | ----------------------- | ---------- |
| Полковник | Самохин Иван Клементьевич | 12.05.1942 — 22.06.1942 |            |

## Участие в сражениях и битвах
- поддержка войск Западного фронта — с 12 мая 1942 года по 22 июня 1942 года

## Первая известная воздушная победа дивизии
Первая известная воздушная победа дивизии в Отечественной войне одержана 28 мая 1942 года группой из 4 Як-1 (ведущий капитан Бочаров) из состава 516-го истребительного авиационного полка: в воздушном бою в районе Всходы сбит немецкий истребитель Ме-109.